# Silahdar Damat Ali Paixà
Silahdar Damat Ali Paşa (Sölöz, prop d'Iznik), 1667 - Peterwardein, 1716) fou Gran Visir otomà. Va entrar a la cort amb Ahmet II i fou katib, rikabdar, cukadar i silahdar. La seva influència es va incrementar sota Ahmet III que el va nomenar visir; es va casar amb la filla del sultà, Fàtima, el maig de 1709.
Quan el gran visir Kel Hoca İbrahim Paşa fou condemnat a mort per intentar assassinar-lo, fou nomenat gran visir (27 d'abril del 1713) i va signar amb Rússia el tractat d'Adrianòpolis que va fixar la frontera als rius Samara i Orel (5 de juny de 1713). Després va iniciar la campanya de Morea contra els venecians amb l'excusa d'atacs venecians a vaixells turcs. El 1715 va ocupar diverses places venecianes al Peloponès: Napoli di Romania, Argos, Coró, Modó, Malvasia i també les de La Suda i Spinalonga a Creta. Al mateix temps foren reprimides les revoltes d'Uthman-oghlu Basuh Pasha a Síria i la de Kaytas Bey a Egipte. Un bandit que actuava a Anatòlia, Abbas, fou tanmateix derrotat.
El 1716 va mobilitzar tropes per conquerir Corfú, però austríacs i venecians es van aliar; va haver d'atacar llavors Belgrad i el general imperial príncep Eugeni de Savoia, el va derrotar a Petrovaradin (5 d'agost de 1716) on va morir per una bala perduda al curs de la batalla. Fou enterrat a Belgrad. Durant l'atac a Belgrad els otomans havien desembarcat a Corfú però es van retirar al saber la mort del gran visir.